# Lymeon cinctipes
Lymeon cinctipes är en stekelart som först beskrevs av Cameron 1911.  Lymeon cinctipes ingår i släktet Lymeon och familjen brokparasitsteklar. Inga underarter finns listade i Catalogue of Life.